# Městské muzeum Varnsdorf
Muzeum Varnsdorf je jednou z nejvýznamnějších kulturních institucí města Varnsdorfu. Je pobočkou Oblastního muzea v Děčíně.

## Historie
Muzeum ve Varnsdorfu vzniklo již v roce 1902. Rodící se instituce získala jednu místnost v přízemí dnešní základní školy na náměstí Edvarda Beneše. V roce 1913 došlo k přestěhování skromné sbírky do sklepení Vyšší reálné školy ve Střelecké ulici (dnes Biskupské gymnázium). v roce 1920 se ujal předsednictví v muzejním výboru učitel a vlastivědec Ludwig Schlegel, jehož hlavním cílem bylo získání odpovídajících prostor pro muzejní sbírku. Po několika marných pokusech se však v roce 1924 vzdal své funkce.
Jako samostatná instituce vzniklo muzeum ve Varnsdorfu v roce 1926. Největší zásluhu na tom měl městský knihovník Arthur Herr, který se stal také jeho prvním vedoucím. Muzeum nadále zůstávalo v nevyhovujících prostorech varnsdorfské reálky. Teprve v roce 1939 získalo empírovou manufakturní vilu čp. 415 v Poštovní ulici, jež byla postavena v roce 1834 továrníkem Johannem Lindnerem. V témže roce začal v muzeu jako kustod působit Erwin Pilz, jehož největším zájmem a životní láskou byla archeologie. Muzejní sbírku obohatil o významné exponáty z jihomoravských paleolitických nalezišť.
V roce 1976 se Městské muzeum ve Varnsdorfu stalo pobočkou Okresního (dnes Oblastního) muzea v Děčíně. Kvůli havarijnímu stavu budovy muselo být muzeum v letech 2009 a 2010 přestěhováno do náhradních prostor v bývalé budově jeslí v ulici Legií 2574.  
V minulosti muzeum trpělo častým přerušováním činnosti a střídáním kurátorů. V letech 1998–2014 v této funkci působil Mgr.Josef Zbihlej. Kvůli havarijnímu stavu budovy je muzeum uzavřeno pro veřejnost. Nadále ale vyvíjí celou řadu činností. Připravuje výstavy, přednášky a soutěže pro školy. S muzeum úzce spolupracuje Kruh přátel muzea Varnsdorf (KPMV), který vznikl v roce 1996. KPMV pořádá exkurze, přednášky, výstavy a vydává ročenku Mandava.

## Sbírky
Velká část sbírkových předmětů pochází již z doby před rokem 1945. Mezi nejcennější patří vzácné koptské tkaniny či pozůstalost malířky Hanky Krawcec. Ve sbírkách je také celá řada exponátů z historie textilní výroby.